# Michelle Freemanová
Michelle Freemanová (* 5. května 1969) je bývalá jamajská atletka, halová mistryně světa v běhu na 60 metrů překážek.

## Kariéra
V roce 1993 byla členkou bronzové jamajské štafety na 4 × 100 metrů na světovém šampionátu ve Stuttgartu. Stejného úspěchu dosáhla na olympiádě v Atlantě v roce 1996. Nejúspěšnější sezónou se pro ni stal rok 1997 – v Paříži stala se halovou mistryní světa v běhu na 60 metrů překážek, na šampionátu v Athénách pak získala bronzovou medaili v běhu na 100 metrů překážek. Posledním medailovým úspěchem na vrcholných světových soutěžích bylo druhé místo v běhu na 60 metrů překážek na halovém šampionátu v roce 2001.